# Strohn
Strohn est une municipalité de la Verbandsgemeinde Daun, dans l'arrondissement de Vulkaneifel, en Rhénanie-Palatinat, dans l'ouest de l'Allemagne.

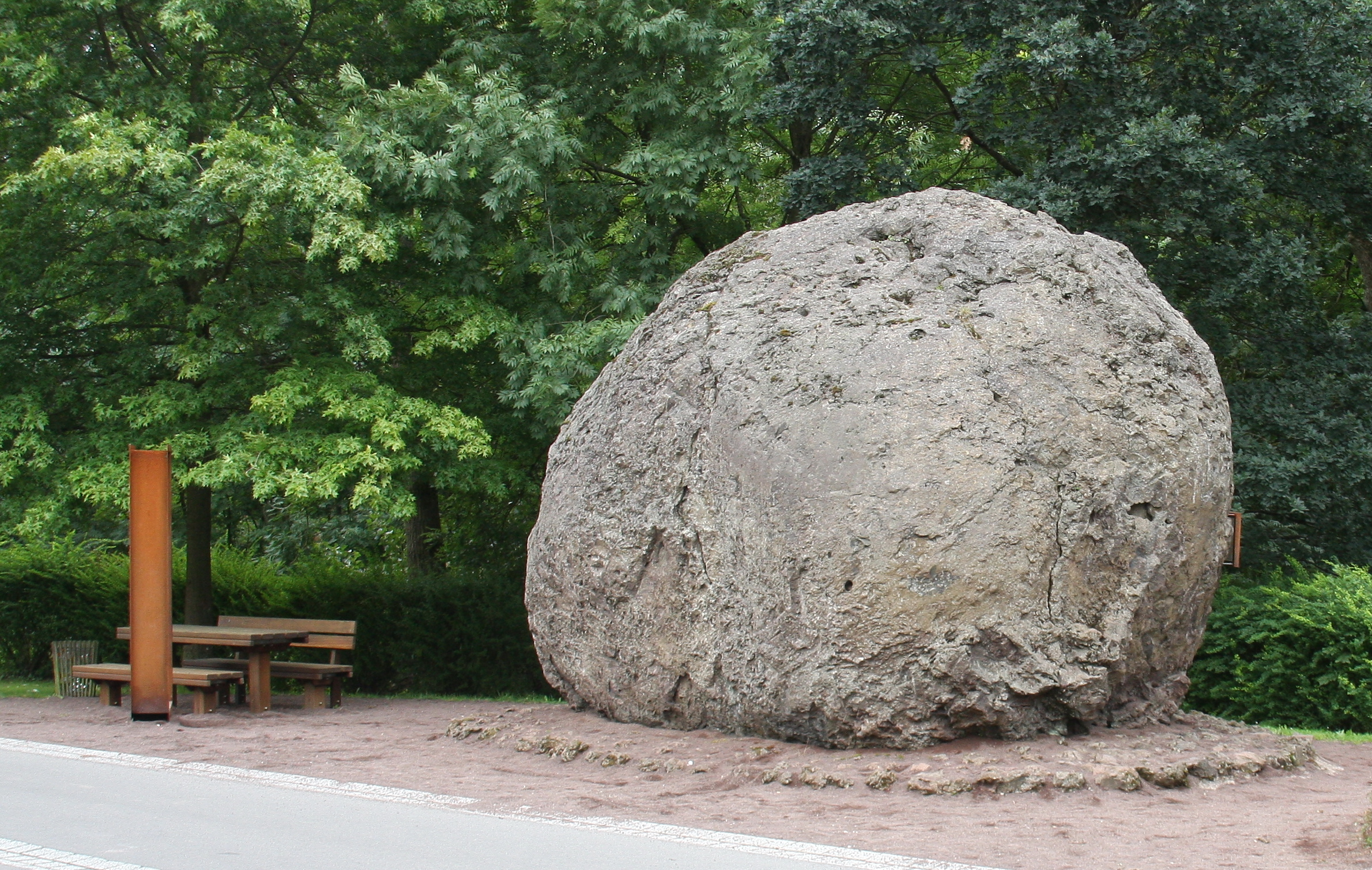
La "bombe" volcanique de Strohn, découverte en 1969, pèse environ 120 tonnes et a un diamètre de 5 mètres. Elle a été formée lors d'une éruption volcanique en 8300 av. J.-C. Vu son poids, il s'agit plus vraisemblablement d'une formation issue d'une coulée de lave que d'un rocher projeté.